# Régiment Mazarin-Italien
Le nom de Régiment Mazarin-Italien a été porté par le 44e Régiment d'Infanterie de 1645 à 1651:
- 1642: Le régiment est levé
- 1645: Il prend le nom de Régiment Mazarin-Italien
- 1651: Il est renommé Régiment d'Anjou-Étranger